# WWE Battleground

Logo officiel de Battleground depuis 2016

WWE Battleground est un pay-per-view annuel de catch promu par la fédération World Wrestling Entertainment (WWE). Depuis 2014, il se déroule chaque année au mois de juillet sauf pour la première édition qui a eu lieu en octobre. La première édition de cet événement s'est déroulée le 6 octobre 2013 dans le but de remplacer le pay-per-view Over the Limit. Depuis le retour de la Brand Extension en juillet 2016, le pay-per-view est exclusif à la division de SmackDown.

## Historique de Battleground
Pay-per-view exclusif à SmackDown
 Pay-per-view exclusif à NXT
| # | Événement               | Date            | Ville                        | Lieu                  | Main Event | Spectateurs |
| - | ----------------------- | --------------- | ---------------------------- | --------------------- | --- | ----------- |
| 1 | Battleground (2013)     | 6 octobre 2013  | Buffalo (New York)           | First Niagara Center  | Daniel Bryan contre Randy Orton dans un Match simple pour le WWE Championship vacant                                                  | 11 700      |
| 2 | Battleground (2014)     | 20 juillet 2014 | Tampa (Floride)              | Tampa Bay Times Forum | John Cena (c) contre Kane contre Roman Reigns contre Randy Orton dans un Fatal 4-Way match pour le WWE World Heavyweight Championship | 11 000      |
| 3 | Battleground (2015)     | 19 juillet 2015 | Saint-Louis (Missouri)       | Scottrade Center      | Seth Rollins (c) contre Brock Lesnar (avec Paul Heyman) pour le WWE World Heavyweight Championship.                                   | 11 000      |
| 4 | Battleground (2016)     | 24 juillet 2016 | Washingston, D.C. (Virginie) | Verizon Center        | Dean Ambrose (c) contre Seth Rollins contre Roman Reigns dans un Triple Threat match pour le WWE Championship                         | 15 109      |
| 5 | Battleground (2017)     | 23 juillet 2017 | Philadelphie (Pennsylvanie)  | Wells Fargo Center    | Jinder Mahal (c) contre Randy Orton dans un Punjabi Prison match pour le WWE Championship                                             | 12 500      |
| 6 | NXT Battleground (2023) | 28 mai 2023     | Lowell (Massachusetts)       | Tsongas Center        | Carmelo Hayes (c) contre Bron Breakker pour le NXT Championship                                                                       | 3 482       |
| 7 | NXT Battleground (2024) | 9 juin 2024     | Las Vegas (Nevada)           | UFC Apex              | Trick Williams (c) contre Ethan Page pour le NXT Championship                                                                         | 679         |